# 237 TCN
237 TCN là một năm trong lịch La Mã.